# Katrin Leumann
Katrin Leumann (ur. 8 lutego 1982 w Bazylei) – szwajcarska kolarka górska i przełajowa, złota medalistka mistrzostw świata i trzykrotna medalistka mistrzostw Europy MTB.

## Kariera
Największy sukces Katrin Leumann osiągnęła w 2010 roku, kiedy reprezentacja Szwajcarii w składzie: Thomas Litscher, Roger Walder, Ralph Näf i Katrin Leumann zdobyła złoty medal w sztafecie cross-country podczas mistrzostw świata MTB w Mont-Sainte-Anne. W tym samym roku wspólnie z kolegami zwyciężyła w sztafecie na mistrzostwach Europy w Hajfie. Na tej też imprezie zdobyła indywidualnie złoty medal w rywalizacji kobiet. W 2004 roku wzięła udział w igrzyskach olimpijskich w Atenach, gdzie w cross-country zajęła 19. pozycję. Taki sam wynik uzyskała ma rozgrywanych osiem lat później igrzyskach w Londynie. W 2012 roku reprezentacja Szwajcarii z Leumann w składzie zajęła drugie miejsce w sztafecie na mistrzostwach Europy MTB w Moskwie. Startuje także w kolarstwie przełajowym, jest między innymi mistrzynią Szwajcarii z 2007 roku. W 2010 roku wystartowała na przełajowych mistrzostwach świata w Taborze, kończąc rywalizację na 22. miejscu.